# Rochedos Sally
Os Rochedos Sally é um pequeno grupo de rochedos tendendo para a direção sudoeste na Baía do Sul justamente fora da costa oeste da Península Hurd, Ilha Livingston nas Ilhas Shetland do Sul, Antártica.
O nome da feição deriva do nome "Enseada Sallys" aplicado em 1820-23 por James Weddell a uma enseada na vizinhança.

## Localização
Os rochedos estão centrados em 62° 42′ 08,8″ S, 60° 25′ 45,7″ O que está 1,78 km (1,11 mi) ao sul da Ribanceira Salisbury, 2,04 km (1,27 mi) ao norte da Ribanceira Miers e 10,82 km (6,72 mi) a sudoeste do Cabo Hannah (Mapeamento britânico em 1968, mapeamento espanhol detalhado em 1991, mapeamento búlgaro em 2005 e 2009).

## Mapas
- Isla Livingston: Península Hurd. Mapa topográfico de escala 1:25 000. Madrid: Servicio Geográfico del Ejército, 1991.
- L.L. Ivanov et al., Antarctica: Livingston Island and Greenwich Island, South Shetland Islands (from English Strait to Morton Strait, with illustrations and ice-cover distribution), Scale 1: 100000 map, Antarctic Place-names Commission of Bulgaria, Ministry of Foreign Affairs, Sofia, 2005.
- L.L. Ivanov. Antarctica: Livingston Island and Greenwich, Robert, Snow and Smith Islands. Scale 1:120000 topographic map.  Troyan: Manfred Wörner Foundation, 2009.

## Ligações Externas
- SCAR Dicionário Geográfico Composto da Antártica.